# 光亚街道
光亚街道，是中华人民共和国河南省焦作市山阳区下辖的一个乡镇级行政单位。

## 行政区划
光亚街道下辖以下地区：
康乐社区、铁十五局社区、光亚社区和工业东路社区。